# Nàvel lane late
La Nàvel lane late és una varietat de taronja, generada a Austràlia, d'on és una de les principals varietats cultivades. Generada com a mutació de la Navel Washington pels volts del 1950, l'any 1973 es comença a plantar a Califòrnia, i també té superfície a Sud-àfrica i el País Valencià.